# Aarne Valkama
Aarne Valkama   (Vaasa, 26 de març de 1909 - 12 de novembre de 1969) va ser un esquiador finlandès que va competir durant les dècades de 1920 i 1930.
Aarne Valkama va començar amb l'esquí de fons, disciplina en la qual va guanyar dues medalles júniors el 1928 i 1929. Posteriorment va decidir centrar-se en la combinada nòrdica. En el seu palmarès destaca una medalla de bronze al Campionat del Món d'esquí nòrdic de 1937.